# Cratere Protagoras

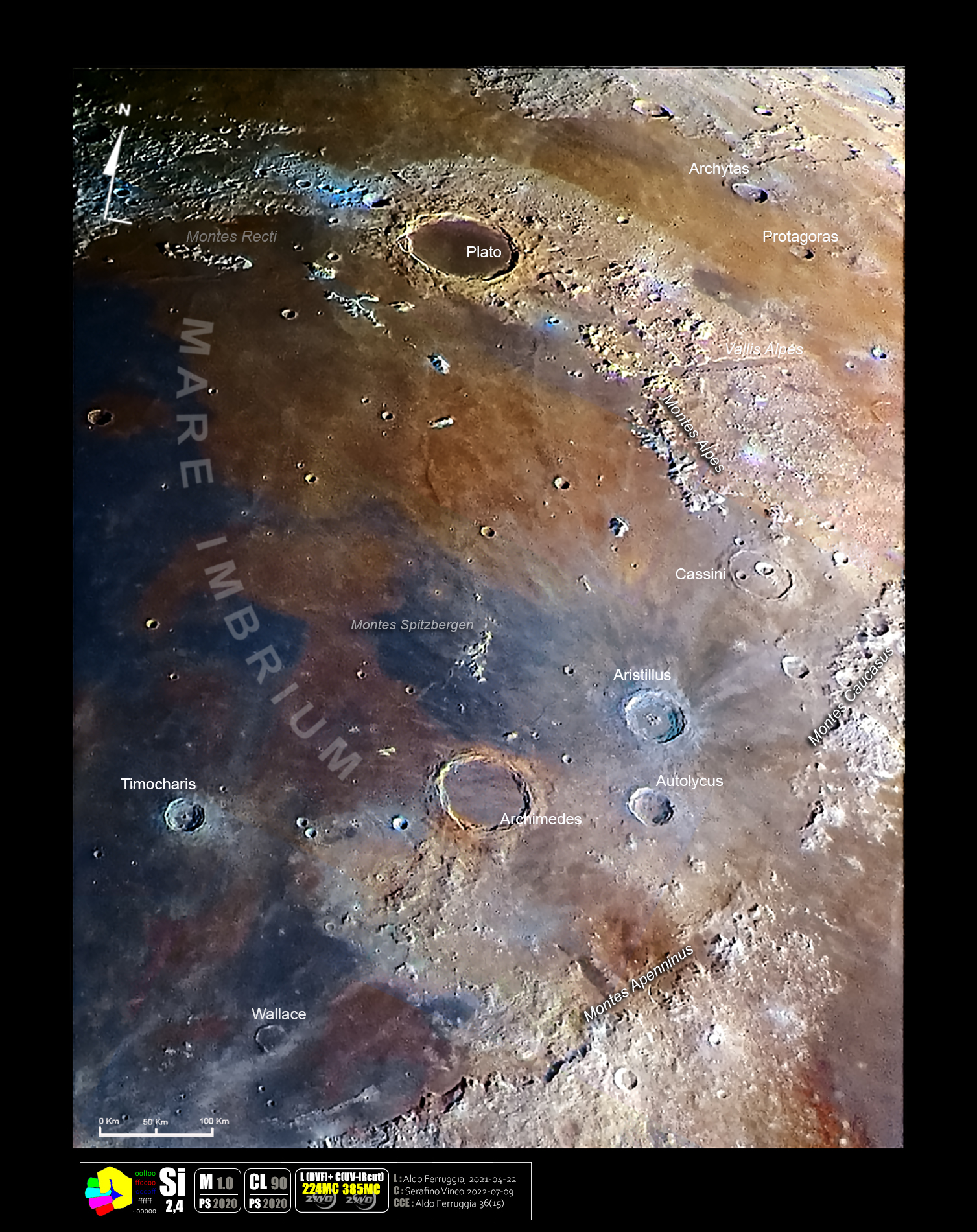
Il cratere e le strutture vicine in formato selenocromatico (Si)

Protagoras è un cratere lunare di 21,05 km situato nella parte nord-orientale della faccia visibile della Luna, nel contesto del Mare Frigoris, a sud est del cratere più grande Archytas ed a nord di Vallis Alpes.